# Омура Норіо
Омура Норіо (яп. 小村 徳男, нар. 6 вересня 1969, Сімане) — японський футболіст.

## Виступи за збірну
1995 року дебютував в офіційних матчах у складі національної збірної Японії. Відтоді провів у формі головної команди країни 30 матчів.

## Статистика виступів
| Збірна Японії | Збірна Японії | Збірна Японії |
| Роки          | Ігри          | голи          |
| ------------- | ------------- | ------------- |
| 1995          | 4             | 0             |
| 1996          | 12            | 2             |
| 1997          | 10            | 2             |
| 1998          | 4             | 0             |
| Усього        | 30            | 4             |

## Титули і досягнення
- Клубні:
  - Чемпіон Японії: 1995
  - Володар Кубка Імператора: 1992
  - Володар Кубка Джей-ліги: 2001